# Mołdawia na Zimowych Igrzyskach Olimpijskich Młodzieży 2012
Mołdawię na Zimowych Igrzyskach Olimpijskich Młodzieży 2012, które odbywały się w Innsbrucku, reprezentował 1 zawodnik.

## Skład reprezentacji Mołdawii

### Biathlon
Dziewczęta
| Zawodnik      | Konkurencja    | Bieg          | Bieg          | Miejsce       |
| Zawodnik      | Konkurencja    | Czas          | Strzelanie    | Miejsce       |
| ------------- | -------------- | ------------- | ------------- | ------------- |
| Irina Cozonac | Sprint         | 25:17.2       | 3+0           | 46.           |
| Irina Cozonac | Bieg pościgowy | Nie ukończyła | Nie ukończyła | Nie ukończyła |